# Klaus-Peter Martens
Klaus-Peter Martens (* 1941) ist ein deutscher Rechtswissenschaftler.

## Leben
Er studierte in Hamburg und Freiburg im Breisgau. Von 1968 bis 1975 war er wissenschaftlicher Assistent am Institut für Arbeits- und Wirtschaftsrecht der Universität Köln
Nach der Promotion 1969 und der Habilitation 1975 vertrat er von 1976 bis 1978 Professuren in Münster, Hamburg und Gießen. Von 1978 bis 2006 war er Professor für Bürgerliches Recht, Arbeits- und Handelsrecht an der Universität Hamburg. Von 1981 bis 1995 war er Richter am Hanseatischen OLG.

## Publikationen (Auswahl)
- Die existentielle Wirtschaftsabhängigkeit. Eine Untersuchung im Spannungsfeld von Konzern- und Wettbewerbsrecht. Köln 1979, ISBN 3-452-18615-6.
- Die Gruppenabgrenzung der leitenden Angestellten nach dem Mitbestimmungsgesetz. München 1979, ISBN 3-406-04138-8.
- Das Arbeitsrecht der leitenden Angestellten. Wiesbaden 1982, ISBN 3-7719-6260-9
- Leitfaden für die Leitung der Hauptversammlung einer Aktiengesellschaft. Köln 1992, ISBN 3-504-31020-0.